# Eugen Wolff (Musiker)
Eugen José Wolff (* 19. Februar 1901 in Hamm/Westfalen; † 7. November 1961 in Berlin) war ein deutscher Geiger und Orchesterleiter, der in den 1930er- und frühen 1940er-Jahren in der Swing- und Tanzmusik aktiv war.

## Leben und Wirken
Wolff studierte Violine in Bochum und Antwerpen. Mit elf Jahren gab er erste Konzerte. Mitte der zwanziger Jahre trat Eugen Wolff mit eigenen kleinen Tanzkapellen, etwa im Hotel Astoria (Leipzig), in München sowie auch im Faun in Hamburg auf. Ende der 1920er Jahre nannte er sich im Zuge der Rumba-Welle um und trat zeitweilig als José Wolff auf. Ab Herbst 1929 erhielt er erste Engagements in Berlin (Haus Imperator). Anfang 1930 nannte er sein Orchester Jazz-Solisten-Kapelle und trat mit diesem Septett in Hamburg auf. Bis Ende 1930 erweiterte er seine Formation auf Bigband-Stärke und trat mit seinen 12 Jazz-Kanonen auch in Dänemark, den Niederlanden, der Schweiz und Österreich auf.
Wolff spielte (wieder als Eugen Wolff) mit seinem Tanzorchester 1934/35 im Berliner Eden-Hotel. 1937 wird das Hotel Esplanade zum festen Spielort der Formation. Wolff nahm ab 1936 mit einem Studio-Ensemble für Odeon eine Reihe von Schellackplatten auf, meist populäre Tagesschlager und Filmmelodien wie „Es leuchten die Sterne“ (aus dem gleichnamigen Tonfilm), „Kautschuk“/„Caramba“ (O-31423, aus dem Abenteuerfilm Kautschuk von 1938), „Donkey-Serenade“ (O-31384, aus Tarantella, 1937) und „Stern von Rio“ (O-31613, aus dem gleichnamigen Film von 1940), ferner „Sag' mir nicht "Adieu" - Sag' nur "Auf Wiederseh'n!"“/„Cheri... Du Bist Heut' So Anders!“ (O-4783, mit Zarah Leander, 1938), „Es klopft mein Herz Bum Bum!“/„Man müßte Klavier spielen können“ (O-31712, mit Gustav Lutzey) oder „In Deinen Augen“/„Leg' eine Tangoplatte auf“ (O-31616), aber auch einige Jazz-Titel wie „Cherokee“ (O-31590), „On a Sunday Afternoon“ (O-31012, mit Ralph Maria Siegel) oder Will Hudsons „Organ Grinder's Swing“ (O-31123).
In Wolffs Orchester spielten u. a. Willy Berking, Detlev Lais und Lubo D’Orio; Vokalisten waren Ralph Maria Siegel („Es leuchten die Sterne“), Fred Kassen und die Metropol-Vokalisten („Warum hat die Adelheid keinen Abend für mich Zeit“, 1939) sowie Greta Schönfelder/Gustav Ludzey („Gute Nacht kleines Mädel“, 1943) und Doddy Delissen („Yes Sir“, Odeon O-31220). Im Bereich des Jazz war er Tom Lord zufolge zwischen 1936 und 1939 an 18 Aufnahmesessions beteiligt. Ab 1940 wurde Eugen Wolff in der Truppenbetreuung eingesetzt. Während der Einsätze zur Wehrmachtsbetreuung lernte er 1942 auch seine Frau kennen, die Sängerin Marlene Mathan. Ende 1942 fand ihre einzige gemeinsame Aufnahmesitzung statt. Letzte Aufnahmen von Wolff fanden 1943 statt.
1943 wurde Wolff als Soldat eingezogen; Ende des Krieges geriet er in sowjetische Gefangenschaft. Als er 1949 nach Berlin zurückkehrte, gründete er ein neues Orchester. Die ersten Nachkriegsaufnahmen für Odeon fanden im Oktober 1949 statt. Nachdem Verhandlungen über weitere Schallplattenaufnahmen ergebnislos verliefen, zog sich Wolff zusammen mit seiner Frau 1954 aus dem Musikgeschäft zurück.
Horst H. Lange zählt Eugen Wolffs Orchester mit denen von Lewis Ruth, Billy Bartholomew, Corny Ostermann und Georg Nettelmann zu den bemerkenswerten Tanzorchestern der Periode, „die sich trotz guter Solisten leider zu selten mit Hotsolistik produzierten“.

## Diskographische Hinweise
- Peter Mach’ Musik, 1936–43